# Napoleon’s Campaigns: 1813 & 1815
Napoleon's Campaigns: 1813 & 1815 — компьютерная стратегическая игра (варгейм), разработанная и изданная в 1981 году Strategic Simulations, Inc. на платформе Apple II.

## Сюжет
Игра посвящена двум военным кампаниям Наполеона: битве под Лейпцигом и битве при Ватерлоо (обе завершились поражением Наполеона). В сценарии Ватерлоо действие проходит в июне 1815. Войска Наполеона должны уничтожить прусскую или английскую армию до того, как они смогут воссоединиться. В лейпцигском сценарии действие разворачивается в октябре 1813. Наполеон должен использовать своё центральное положение, чтобы уничтожить армию союзников по частям или, если ему это не удастся, открыть коридор для поставки припасов из Франции до того, как его окружат и уничтожат.

## Геймплей
Особенностью игры было непрямое управление боевыми единицами. Игрок отдаёт приказы, которые доставляются до адресата в течение определённого времени. Кроме того, войска могут отказаться выполнять приказы игрока, если окажутся деморализованы. Это была одна из первых игр, использовавших такой непрямой метод управления.
Помимо этого, сведения о позиции и силе войск врага получались от разведывательных патрулей, и могли быть довольно неточными.
Сложность игры была достаточно высокой, редактор журнала Computer Gaming World отмечал, что для освоения игры могут потребоваться недели и даже месяцы.

## Технические особенности
Игра являлась одной из первых компьютерных стратегий, посвящённых наполеоновским войнам. Графическое отображение поля боя (с шестиугольными клетками) дополнялось бумажной картой, поставлявшейся вместе с игрой: на экране отображалось поле 6×13 клеток, в то время как полный размер поля боя составлял 18×21 клетку.

## Оценки
Рассматривая игру в рамках обзора стратегических игр, посвящённым битвам, произошедшим до XX века, обозреватель журнала Computer Gaming World в 1990 году оценил игру на 2,5 балла из 5, отметив в числе недостатков её графическое несовершенство и слишком «плотный» туман войны (отсутствие точной информации о позициях врага).